# حاجی‌لار (قیصریه)
حاجی‌لار (به ترکی استانبولی: Hacılar) یک منطقهٔ مسکونی در ترکیه است که در استان قیصریه واقع شده‌است.